# Golitsyn (cràter)
Golitsyn és un cràter d'impacte situat més enllà del terminador occidental de la cara oculta de la Lluna, en la part sud-oest dels Montes Rook (una de les dues serralades en forma d'anell que envolta el lloc de l'impacte que va originar la Mare Imbrium). El cràter es troba enmig d'un terreny accidentat i irregular, que conté només un reduït nombre de cràters importants.
La vora de Golitsyn és circular, encara que presenta una sèrie d'irregularitats, amb un cràter més petit travessant el brocal en el seu costat nord-nord-oest. El perfil del cràter és nítid, encara que el material de l'estreta paret interior s'ha desplomat fins a formar monticles al llarg de la base. El fons del cràter presenta alguns petits impactes, amb una petita elevació al punt central.

## Cràters satèl·lit
Per convenció aquests elements són identificats en els mapes lunars posant la lletra en el costat del punt central del cràter que està més prop de Golitsyn.
|          | \| Golitsyn \| Coordenades \| Diàmetre \| \| -------- \| -------------------------------------- \| -------- \| \| J \| 27° 36′ S, 103° 00′ O / 27.6°S,103.0°O \| 20 km \| |          |
| Golitsyn | Coordenades | Diàmetre |
| J        | 27° 36′ S, 103° 00′ O / 27.6°S,103.0°O | 20 km    |

El següent cràter ha estat canviat el nom per la UAI:
- Golitsyn B: vegeu Fryxell.